# محافظة ليلوما
ليلوما هي محافظة تقع في إقليم لابي في غينيا وعاصمتها هي ليلوما . تبلغ مساحة المحافظة 2140 كم. ² في تعداد عام 2014 ، كان عدد سكانها 163 000 نسمة.

## المحافظات الفرعية
تنقسم المحافظة إدارياً إلى 11 محافظة فرعية :
1. مركز ليلوما
2. بلايا
3. جونتو
4. هيريكو
5. كوربي
6. لافو
7. لينسان
8. ماندا
9. باراوول
10. سغالي
11. تيانغيل بوري